# HD122911
HD122911 — подвійна зоря. 
Ця подвійна система має видиму зоряну величину в смузі V приблизно 8,0.
Вона розташована на відстані близько 472,7 світлових років від Сонця.

## Подвійна зоря
Головна зоря цієї системи належить до хімічно пекулярних зір й має спектральний клас A7.
Інша компонента має  спектральний клас F2.